# Philip Kerr (markiz)
Philip Henry Kerr KT, CH (ur. 18 kwietnia 1882 w Londynie, zm. 12 grudnia 1940 w Waszyngtonie) – brytyjski arystokrata, polityk i dyplomata, syn lorda Ralpha Kerra (młodszego syna 7. markiza Lothian) i lady Anne Fitzalan-Howard, córki 14. księcia Norfolk.
Wykształcenie odebrał w The Oratory School w Woodcote oraz w New College na Uniwersytecie w Oksfordzie. W latach 1905–1910 pracował w Południowej Afryce. Po powrocie do Wielkiej Brytanii założył czasopismo Round Table. W 1916 r. został prywatnym sekretarzem premiera Lloyda George'a (do 1922 r.) i z tego tytułu uczestniczył w konferencji pokojowej w Wersalu w 1919 r. W marcu 1920 r. został odznaczony Orderem Kawalerów Honorowych.
W latach 1921–1922 był dyrektorem United Newspapers. W 1931 r. był Kanclerzem Księstwa Lancaster, a w latach 1931–1932 podsekretarzem stanu w ministerstwie ds. Indii. Po śmierci swojego kuzyna Roberta w 1930 r. odziedziczył tytuł markiza Lothian i zasiadł w Izbie Lordów. W 1939 r. został mianowany brytyjskim ambasadorem w Stanach Zjednoczonych. Zmarł w 1940 r. podczas sprawowania urzędu. Tuż przed śmiercią został odznaczony Orderem Ostu.
Początkowo był zwolennikiem polityki appeasementu, ale w 1938 r. zmienił w tej sprawie zdanie.
Pochodził z rodziny katolickiej, ale został członkiem Stowarzyszenia Chrześcijańskiej Nauki.
Nigdy się nie ożenił i nie pozostawił potomstwa. Tytuł markiza Lothian odziedziczył jego kuzyn, Peter.